# Susurluk
Susurluk est une ville et un district de la province de Balıkesir dans la région de Marmara en Turquie.

## Histoire
Cette petite ville a été le théâtre de l'affaire de Susurluk en 1996, scandale politico-criminel.